# شنان، ادلب
شنان (به عربی: شنان) یک محوطه باستانی و روستا در سوریه است که در اریحا واقع شده‌است. شنان ۲٬۰۲۵ نفر جمعیت دارد و ۷۵۰ متر بالاتر از سطح دریا واقع شده‌است.